# Клейнер, Юлиуш
Ю́лиуш Кле́йнер (пол. Juliusz Kleiner; 20 апреля 1886, Лемберг — 23 марта 1957, Краков) — польский литературовед.

## Биография
Происходил из полонизировавшейся семьи железнодорожного инженера-еврея. По окончании гимназии в Лемберге (ныне Львов) поступил в университет Яна Казимира (ныне Львовский национальный университет имени Ивана Франко), где изучал философию, польскую и немецкую литературу. В 1905—1908 годах был стипендиатом Ossolineumа. Защитив в 1908 году диссертацию по филологии, начал работать в системе среднего образования.
В 1910—1911 годах учился в Германии и Франции. В 1912 году прошёл хабилитацию в Львовском университете. В 1916—1920 году был профессором Варшавского университета, а с 1920 года — Львовского университета, где руководил отделом новейшей польской филологии на кафедре полонистики.
Член Польской академии знаний (с 1919 года), Польской Академии Литературы (с 1933 года), Польской академии наук (с 1951 года).
Во время советской оккупации Львова (1939—1941) работал в Львовском университете, отстаивая преподавание на польском языке. Во время немецкой оккупации (1941—1944) скрывался под псевдонимом Яна Залютинского (пол. Jan Zalutyński) в Люблинском воеводстве: спасённая им из Казахстана Стефания Скварчинская (пол. Stefania Skwarczyńska) приютила его у Фудаковских, Тележинских и Жултовских. После войны поселился в Люблине. В 1944—1947 годах был профессором Католического университета в Люблине, а в 1947 году переехал в Краков, где работал профессором Ягеллонского университета. В Кракове жил до своей смерти.

## Научная деятельность
Рано начал заниматься научно-исследовательской работой. Его первая статья «Патриотизм Словацкого» появилась в 1906 году в журнале «Biblioteka Warszawska». В 1910 году вышла его первая книга «Исследования о Словацком», а двумя годами позже — двухтомная монография «Зыгмунд Красинский. История мысли». В фокусе научных интересов Ю. Клейнера находились поэты-романтики, особенно Словацкий. Много лет Ю. Клейнер посвятил также исследованию творчества Мицкевича. Внёс вклад в теорию литературы. Сыграл заметную роль в истории гуманитарных наук в Польше. В противоположность позитивистам (Ипполит Тэн), защищал тезис о своеобразии предмета и исследовательских методов гуманитарных наук, с одной стороны, и естествознания, с другой.
Смерть прервала работу учёного над изданием «Полного собрания сочинений» Словацкого. Эту работу после смерти Ю. Клейнера завершил Владислав Флориан (пол. Władysław Floryan) с соавторами (последний, 12-й том появился в 1976 году).

## Сочинения
- On Konrad Wallenrod // Twórczosc. — 1945. — № 4.[3]
- Zarys Dziejów Literatury Polskiej 1963
- Zarys Dziejow Literatury Polskiej Jezyka Polskiego Tom Drugi Wydanie II co-author Aleksander Bruckner, 1947
- Pojęcie idei u Berkeleya (Lwów: Polskie Towarzystwo, 1910)[4]